# Тонга на Летњим олимпијским играма 2016.
Тонга је учествовала на Олимпијским играма 2016. одржаним у Рију де Жанеиру, од 5. до 21. августа. Ово је било девето узастопно учешће Тонге на олимпијским играма. Први пут се појавила на Олимпијским играма 1984 у Лос Анђелесу.
Олимпијски комитет Тонге послао је 7 спортиста, 4 мушкарца и 3 жене који су се такмичили у четири спорта (атлетика, пливање, стреличарство и први пут теквондо). 
Најмлађи такмичар био је стреличар Арне Јенсен са 18 година и 162 дана, што је уједни и најмлађи олимпијац Тонге до данас. Најстарији такмичар је  теквондиста Пита Тауфатофула са 32 године и 290 дана.
На свечаној церемонији отварања заставу је носио теквондиста Пита Тауфатофула

## Учесници по дисциплинама
| Спорт         | Мушкарци | Жене | Укупно |
| ------------- | -------- | ---- | ------ |
| Атлетика      | 1        | 1    | 2      |
| Пливање       | 1        | 1    | 2      |
| Стреличарство | 1        | 1    | 2      |
| Теквондо      | 1        | 0    | 1      |
| Укупно(4)     | 4        | 3    | 7      |

## Резултати

### Атлетика
Тонга је добила универзалну позивницу да на Игре пошаље двоје атлетичара.
Мушкарци
| Атлетичар Лични рекорд | Дисциплина | Квалификације | Квалификације | Групе    | Групе   | Полуфинале | Полуфинале | Финале   | Финале  | Детаљи |
| Атлетичар Лични рекорд | Дисциплина | Резултат      | Пласман       | Резултат | Пласман | Резултат   | Пласман    | Резултат | Пласман | Детаљи |
| ---------------------- | ---------- | ------------- | ------------- | -------- | ------- | ---------- | ---------- | -------- | ------- | ------ |
| Сијуени Филимоне 10,72 | 100 м      | 10,76 ЛРС     | 2. у гр 2 КВ  | НС       | НС      | НЗ         | НЗ         | НЗ       | НЗ      | ,      |

Жене
| Атлетичарка          | Дисциплина | Квалификације | Квалификације | Групе             | Групе             | Полуфинале        | Полуфинале        | Финале            | Финале  | Детаљи |
| Атлетичарка          | Дисциплина | Резултат      | Пласман       | Резултат          | Пласман           | Резултат          | Пласман           | Резултат          | Пласман | Детаљи |
| -------------------- | ---------- | ------------- | ------------- | ----------------- | ----------------- | ----------------- | ----------------- | ----------------- | ------- | ------ |
| Тајна Халасима 12,97 | 100 м      | 12,80 ЛР      | 6. у гр. 2    | Није се пласирала | Није се пласирала | Није се пласирала | Није се пласирала | Није се пласирала | 70 / 79 | ,      |

## Пливање
Мушкарци
| Пливач      | Дисциплина  | Квалификације | Квалификације | Полуфинале       | Полуфинале       | Финале           | Финале  | Детаљи |
| Пливач      | Дисциплина  | Резултат      | Пласман       | Резултат         | Пласман          | Резултат         | Пласман | Детаљи |
| ----------- | ----------- | ------------- | ------------- | ---------------- | ---------------- | ---------------- | ------- | ------ |
| Амини Фонуа | 100 м прсно | 1:06,40       | 5 гр 1        | Није се пласирао | Није се пласирао | Није се пласирао | 45/46   |        |

Жене
| Пливачица     | Дисциплина    | Квалификације | Квалификације | Полуфинале       | Полуфинале       | Финале           | Финале     | Детаљи |
| Пливачица     | Дисциплина    | Резултат      | Пласман       | Резултат         | Пласман          | Резултат         | Пласман    | Детаљи |
| ------------- | ------------- | ------------- | ------------- | ---------------- | ---------------- | ---------------- | ---------- | ------ |
| Ајрин Прескот | 50 м слободно | 28,68         | 5 гр 3        | Није се пласирао | Није се пласирао | Није се пласирао | 61/88 (89) |        |

## Стреличарство
Мушкаци
| Стреличар   | Дисциплина  | Пласман  | Пласман | Коло 64 так.                        | Коло 32 так.       | Коло 16 так        | Четвртфинале       | Полуфинале         | Финале             | Финале  | Детаљи |
| Стреличар   | Дисциплина  | Резултат | Пласман | Противник Резултат                  | Противник Резултат | Противник Резултат | Противник Резултат | Противник Резултат | Противник Резултат | Место   | Детаљи |
| ----------- | ----------- | -------- | ------- | ----------------------------------- | ------------------ | ------------------ | ------------------ | ------------------ | ------------------ | ------- | ------ |
| Аене Јенсен | Појединачно | 604      | 61      | ван дер Берг Холандија · Пор. 3 : 7 | Није се пласирао   | Није се пласирао   | Није се пласирао   | Није се пласирао   | Није се пласирао   | 61 / 64 |        |

Жене
| Стреличар         | Дисциплина  | Пласман  | Пласман | Коло 64 так.                            | Коло 32 так.       | Коло 16 так        | Четвртфинале       | Полуфинале         | Финале             | Финале  | Детаљи |
| Стреличар         | Дисциплина  | Резултат | Пласман | Противник Резултат                      | Противник Резултат | Противник Резултат | Противник Резултат | Противник Резултат | Противник Резултат | Место   | Детаљи |
| ----------------- | ----------- | -------- | ------- | --------------------------------------- | ------------------ | ------------------ | ------------------ | ------------------ | ------------------ | ------- | ------ |
| Луситанија Татафу | Појединачно | 559      | 63      | Чхан Хе Джин Јужна Кореја · Пор. 3 : 10 | Није се пласирала  | Није се пласирала  | Није се пласирала  | Није се пласирала  | Није се пласирала  | 63 / 64 |        |

### Теквондо
Мушкарци
| Такмичар         | Дисциплина | Група 16                            | Четвртфинале        | Полуфинале          | Репесаж за полуфинале | Меч за бронзу       | Финале           | Место    | Детаљи |
| Такмичар         | Дисциплина | Противница Резултат                 | Противница Резултат | Противница Резултат | Противница Резултат   | Противница Резултат | Прот. Рез.       | Место    | Детаљи |
| ---------------- | ---------- | ----------------------------------- | ------------------- | ------------------- | --------------------- | ------------------- | ---------------- | -------- | ------ |
| Пита Тауфатофула | +80 кг     | Сајад Марданиа · Иран · Пор 1:16 ПР | Није се пласирао    | Није се пласирао    | Није се пласирао      | Није се пласирао    | Није се пласирао | = 11 /16 |        |